# Marc Chavent
Pour les articles homonymes, voir Chavent.
Marc Chavent, né le 28 juin 1968 à Bourg-en-Bresse, est un homme politique français.
Maire de Cerdon à partir de 2020, il est élu député de la cinquième circonscription de l'Ain en 2024. À l'Assemblée nationale, il siège au groupe UDR présidé par Éric Ciotti.

## Biographie

### Famille
Fils d'agriculteur, Marc Chavent naît le 28 juin 1968 à Bourg-en-Bresse.
Il est le frère cadet de Sylvie Goy-Chavent, sénatrice de l'Ain depuis 2008 (inscrite au groupe Les Républicains à partir de 2020) et maire de Cerdon (département de l'Ain) de 1995 à 2007 ; il en est un temps l'assistant parlementaire.

### Parcours politique
En 2020, après sa sœur, Marc Chavent est élu maire de Cerdon.
Après avoir été membre de l'UMP, il rejoint Reconquête, présidé par Éric Zemmour, dès sa création. Il parraine et soutient la candidature d'Éric Zemmour à l'élection présidentielle de 2022.
Il est investi lors des élections législatives anticipées de 2024 dans la cinquième circonscription de l'Ain sous l'étiquette des Républicains à droite, portée par Éric Ciotti et soutenue par le Rassemblement national. Il est élu au second tour avec 57,5 % des voix, face à la candidate Nouveau Front populaire, Florence Pisani,,.

## Détail des fonctions et mandats
- Depuis le 15 mars 2020 : conseiller municipal de Cerdon (Ain)
- Depuis le 25 mai 2020 : maire de Cerdon
- Depuis le 8 juillet 2024 : député de la 5e circonscription de l'Ain